# Cord 810-812

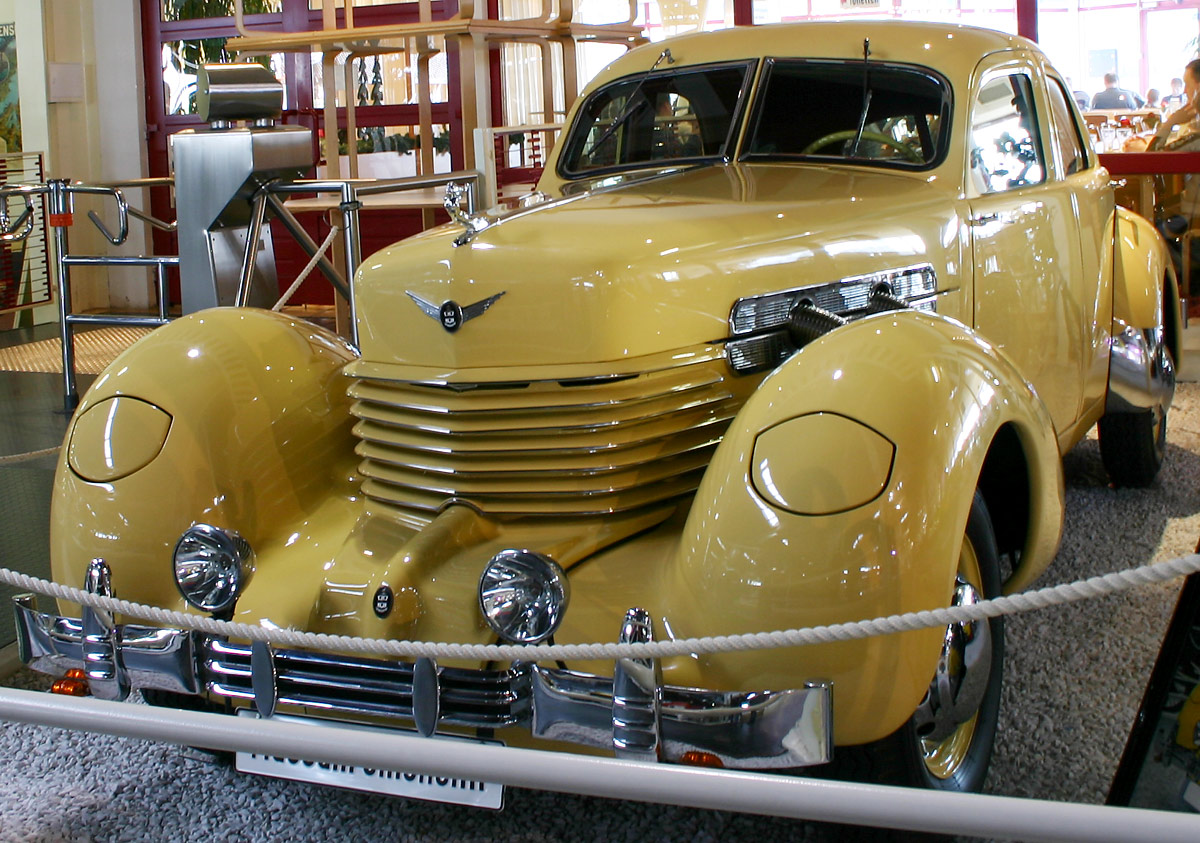
Cord 810-812

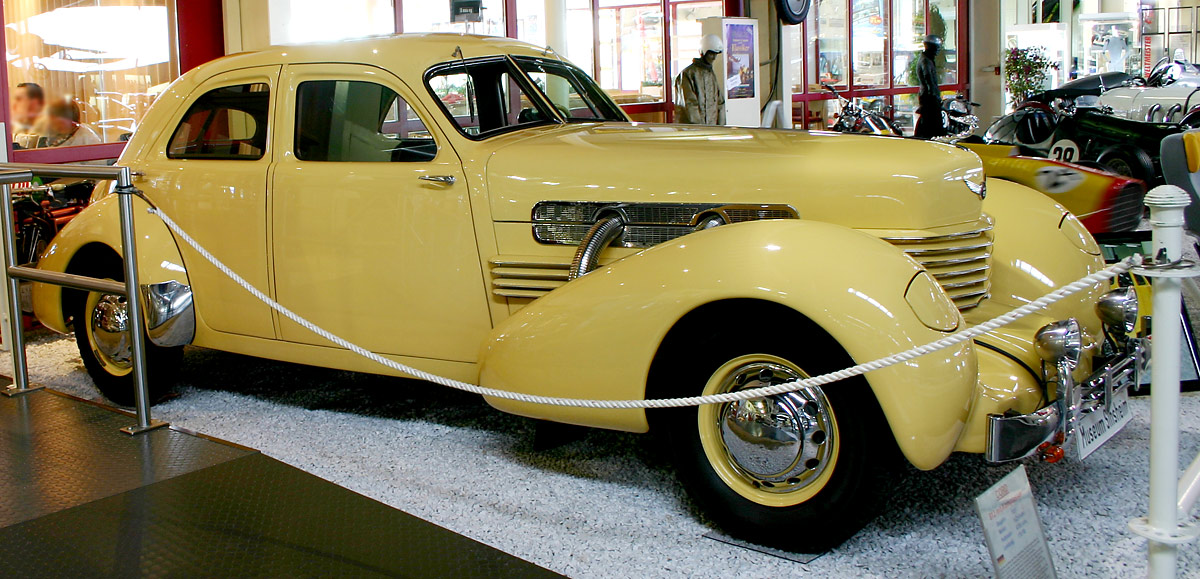

A Cord 810-812 a Cord autógyár második modellje. 1934-ben adták ki a típust, amely áramvonalas alakjával formatervezési iskolát teremtett.

## Története
Gordon Buehrig alkotása eredetileg szerényebb méretű baby-Duesenbergnek indult, aztán mégis Cordként mutatkozott be 1936-ban, Párizsban. Art deco stílusú formája és több részletmegoldása is megelőzte korát: ez volt az első bukólámpás autó, és az első, amelynek tetejéről hiányzott az ereszcsatorna.
A bemutató után bő fél évvel később indult csak a sorozatgyártás, ezalatt a potenciális vásárlók jó része elpártolt tőle. Mindössze 2320 példányt készítettek belőle, mielőtt bezárt a bolt.
Műszaki adatai: 4,9 literes, soros nyolchengeres motor feltöltővel, 170 lóerő, elsőkerék-hajtás.